# 万場世志冶
万場 世志冶（まんば よしはる、1964年8月7日 - 1986年12月20日）は、日本の民族派学生運動の活動家。1984年より反憲学連近畿ブロックに参画、その後中堅幹部として精力的に組織を指導し、1986年12月20日に割腹自決した。
割腹自決を遂げた民族派学生運動出身の活動家は、森田必勝（楯の会学生長）、三浦重周（重遠社代表）、万場世志冶の3人である。

## 自決へ到る経緯

### 同志社大学入学と反憲学連への参画
万場は島根県出身。
1984年（昭和59年）、万場は同志社大学文学部に入学するが、新左翼学生の入学式への乱入に大きな衝撃を受けた。そして、やがて一枚の勧誘ビラを受け取ったことが機縁となり同志社大学日本文化研究会に入会、日本の伝統文化や国内外の政治状況について学ぶこととなる。そのような中で、万場は次第に民族派の運動へ魅かれ始め、遂に反憲法学生委員会全国連合（反憲学連）の運動へ参画する。
同年7月には石川県のイカ釣り漁船「第36八千代丸」が北朝鮮の警備艇によって銃撃され、船長が射殺される事件が勃発するが、万場はこの事件に憤り、反憲学連近畿ブロックの同志らと共に直ちに北朝鮮への抗議行動を展開、近畿一円を遊説している。
12月、従来民間で開催されてきた「建国記念の日奉祝式典」に、中曽根康弘首相が出席の意向を明らかにし、その条件として「宗教色・政治色の排除」を要求してきた。これは具体的には、式典プログラムから「神武天皇御陵参拝」を削除し、「天皇陛下万歳」を「日本国万歳」に変更することを求めた（「〇〇国万歳」は普通共和国で使用される）もので、神武天皇即位を祝うという「建国記念の日」本来の意味を根底から覆す驚くべき要求であった。万場の所属する反憲学連近畿ブロックは勿論、多くの愛国派、民族派団体もこのことに激怒し、激しい抗議行動を展開したため、翌1985年（昭和60年）2月11日の「建国記念の日を祝う会」では、万歳の音頭を「建国を奉祝し天皇陛下のご長寿を祈り万歳」とすることで一応妥結した。しかし、神武天皇の建国については一切式典で触れられなかったため参加者からの反発を招き、以降の建国式典は、政府系と民間の分裂開催となった。
同年8月15日、中曽根首相は再び、愛国派、民族派陣営から強く非難される事件を起こす。この日、首相は靖国神社に公式参拝するが、「宗教色を薄める」との理由で、歴代の首相がとっていた「二拝二拍手一拝」の作法を勝手に「一拝」に変更したのである。のみならず中曽根は、昇殿参拝者全員が受けねばならぬ「御祓い」を拒否しSPを同伴して昇殿したのであった。「弾雨の中で斃れた兵士たちの御霊に対し、SPに守られて参拝するような行為が許されるはずがない」。愛国派、民族派の中曽根批判は厳しかった。万場らも、今度は靖国問題で中曽根首相の非を鳴らすべく再び近畿一円を遊説している。

### 中曽根内閣との闘い
1986年（昭和61年）は、昭和天皇の即位から丁度60年目に当る記念すべき年であり、この前年の1985年（昭和60年）11月から、万場の所属する反憲学連は「天皇陛下御在位60年奉祝運動」に取り組んだ。万場も昭和天皇の事跡を描いた映画「天皇陛下－御在位六十年を寿ぐ」の上映会を大学の内外で次々と開催している。
しかし、それもつかの間、この後も万場たちを激怒させる事件が、中曽根内閣によって次々と惹き起こされるのである。
まず1986年（昭和61年）5月、日本の伝統を重視する高校歴史教科書『最新日本史』の記述が、文部省（現在の文部科学省）による検定終了後に中国、韓国からの批判を受けた。政府はこれに応じ検定終了後の教科書に異例の書き換えを命じてきたのである。
また、これに続いて同年8月15日の終戦記念日には、中曽根は中国からの批判に「配慮」するとの理由で、靖国神社の参拝自体を見送った。戦後、歴代首相は例大祭か終戦記念日に必ず毎年靖国神社を参拝していたが、中曽根はこれを初めて中止した。以降小泉純一郎首相の登場まで首相の靖国神社参拝は全く行われなくなるのである（橋本龍太郎が誕生日に一度だけ参拝したが、中国の批判を受け以降中止）。
万場ら反憲学連近畿ブロックは、この時も学生遊説隊を組織して三度近畿一円をまわり、靖国問題、『最新日本史』問題等における政府の阿諛追従外交について訴えた。
一連の事件はこれに留まらなかった。9月、藤尾正行文部大臣が『文藝春秋』誌上で「（日韓併合は）韓国にも応分の責任があった」と主張したことに対し、韓国政府が激しく反発したのである。中曽根首相は直ちに藤尾文相に辞任を迫り、藤尾がこれを拒否すると即刻罷免してしまう。
「大臣の首は外国の抗議の前にはそんなに軽いものなのか？！」。中曽根の相次ぐ「暴走」を重く見た反憲学連中央委員会は、首相及び関係機関宛ての抗議文を提出すると共に全国動員で中曽根内閣糾弾の実力行動に出ることを決定、万場も上京し韓国大使館や首相官邸周辺で機動隊と激しく衝突した。折りしも韓国の崔外相が来日中であり、反憲学連のデモ隊は鋒矢型にスクラムを組んで警官隊の警備網を突破、崔外相の車へ向けて殺到したが、次々と押し寄せる新手の機動隊に行く手を阻まれた。

### 昭和天皇「御在位60年奉祝運動」の完遂と割腹自決
1986年（昭和61年）10月、御在位60年奉祝運動もいよいよ佳境に入り、万場も再びこちらの方へ運動の力点を移動しはじめていた。10月27日には同志社大学で天皇陛下御在位60年奉祝学生式典を開催している。
昭和天皇の即位の礼から丁度60年目に当る11月10日、東京で天皇陛下御在位60年奉祝10万人銀座大パレード及び提灯行列が開催され、万場ら近畿ブロックのメンバーも上京し運営委員として参加した。提灯行列の解散後は、3万5千もの人々が各々提灯を手に皇居前広場に集まり、「万歳」を繰り返し奉唱したため、昭和天皇は二重橋まで出御、提灯で答礼を行った。
京都へ戻った万場らは、再び大学内での活動に取り組み、天皇陛下御在位60年奉祝学生式典を、大阪大学（12月1日）及び京都大学（12月15日）で開催。18日には残務処理を含めた奉祝運動の全ての日程を終了した。
12月20日早朝、万場は京都御苑の北東部の「母と子の森」の中で、御所の方向に座し自決を遂げた。割腹の上頚動脈を左右から切り、失血死していたという。学生服姿であった。享年22。家族や同志等に宛てた遺書、遺詠が発見されているが、両親に先立つ不孝を詫びながら、自らは皇室と祖国を護持せんとする強い意志を示していた。
万場は決して大言壮語するタイプではなく、自らの仕事を地道にコツコツとやり遂げる活動家であった。
なお、2008年（平成20年）現在、「母と子の森」には喫茶店なども建てられ開けた感じになっているが、当時は鬱蒼として中に入ると薄暗かった。

## 遺詠
学生服の内ポケットの封筒から見つかった辞世は以下の7首。
- すめくにのまことのみちにみひとつをさゝげまつらむことぞうれしき
- このみをもこのこゝろをもすめろぎのおほみためにぞさゝげまつらむ
- すめくにをまことのみちにかへしてぞやまとをのこはしぬべかりける
- すめろぎのみためにつくすものゝふのこゝろはあかくきよくありけり
- おほきみはかみにしませばわれはいまかみのみまへにしなむとぞ思ふ
- すめろぎのおほみひかりをさふるよのくもきりはらひいやちこにせむ
- おほきみのみいつをけがすやつあらばいかづちとなりてとりひしぎてむ

## 読書の傾向
万場は生前、以下のような人物の著書をよく読んでいたことが、遺稿集に書かれている。
北畠親房、大塩平八郎、頼山陽、田所廣泰、谷口雅春、小林秀雄、三島由紀夫

## 慰霊祭
自決の年以来、毎年12月20日に万場世志冶烈士追悼慰霊祭が神式で東京と京都で開催されている（自決直後は九州でも開催されていた）。近年は直接万場を知らない参列者も多い。
参列者の献歌をまとめた小冊子『松葉の露』が毎年発行されている。